# François Hamelin
Pour les articles homonymes, voir Hamelin.
François Hamelin, né le 18 décembre 1986 à Lévis, est un patineur de vitesse sur piste courte canadien.
Il a remporté l'or en relais 5 000 m homme, aux Jeux olympiques d'hiver de 2010 de Vancouver, le 26 février 2010, lors de sa première présence aux Jeux, en équipe avec Olivier Jean, François-Louis Tremblay, Guillaume Bastille et son frère Charles Hamelin.

## Palmarès

### Jeux olympiques
| Épreuve / Édition | Vancouver 2010 |
| 1000 m            | 5e             |
| Relais 5000 m     | Or             |

### Championnats du monde
| Épreuve / Édition | Gangneung 2008 | Vienne 2009 |
| 500 m             | 7e             | -           |
| 1000 m            | 9e             | -           |
| 1500 m            | 21e            | -           |
| Relais 5000 m     | Argent         | DSQ         |
| Général           | 11e            | -           |